# Gimnastică la Jocurile Olimpice de vară din 2020 - Sol feminin
Proba feminină de gimnastică sol de la Jocurile Olimpice de vară din 2020 a avut loc în perioada 25 iulie-2 august 2021 la Ariake Gymnastics Centre.

## Program
Orele sunt ora Japoniei (UTC+9) 
| Data                    | Timp                          | Etapă                                                                           |
| ----------------------- | ----------------------------- | ------------------------------------------------------------------------------- |
| Duminică, 25 iulie 2021 | 10:00 11:50 15:10 17:05 20:20 | Subdiviziunea 1 Subdiviziunea 2 Subdiviziunea 3 Subdiviziunea 4 Subdiviziunea 5 |
| Marți, 2 august 2021    | 17:57                         | Finala                                                                          |

## Rezultate

### Calificări
| Loc | Gimnastă                 | Dificultate | Execuție | Penalizare | Total  | Rezultat |
| --- | ------------------------ | ----------- | -------- | ---------- | ------ | -------- |
| 1   | Vanessa Ferrari (ITA)    | 5,9         | 8,266    |            | 14,166 | C        |
| 2   | Simone Biles (USA)       | 6,7         | 7,733    | 0,300      | 14,133 | C R      |
| 3   | Jade Carey (USA)         | 6,2         | 7,900    |            | 14,100 | C        |
| 4   | Rebeca Andrade (BRA)     | 5,7         | 8,366    |            | 14,066 | C        |
| 5   | Jessica Gadirova (GBR)   | 5,5         | 8,533    |            | 14,033 | C        |
| 6   | Viktoria Listunova (COR) | 5,6         | 8,400    |            | 14,000 | C        |
| 7   | Angelina Melnikova (COR) | 5,8         | 8,200    |            | 14,000 | C        |
| 8   | Mai Murakami (JPN)       | 5,8         | 8,133    |            | 13,933 | C        |
| 9   | Jennifer Gadirova (GBR)  | 5,4         | 8,400    |            | 13.800 | R1 S     |
| 10  | Vladislava Urazova (COR) | 5,3         | 8,333    |            | 13.633 | –        |
| 11  | Lilia Akhaimova (COR)    | 5,8         | 7,833    |            | 13,633 | –        |
| 12  | Nina Derwael (BEL)       | 5,0         | 8,566    |            | 13,566 | R2       |
| 13  | Jordan Chiles (USA)      | 5,9         | 7,666    |            | 13,566 | –        |
| 14  | MyKayla Skinner (USA)    | 6,0         | 7,566    |            | 13,566 | –        |
| 15  | Brooklyn Moors (CAN)     | 5,1         | 8,433    |            | 13,533 | R3       |

Rezerve
Rezervele pentru finala la sol:
1. Jennifer Gadirova (GBR) – chemată în urma retragerii lui Simone Biles [2]
2. Nina Derwael (BEL)
3. Brooklyn Moors (CAN)

### Finala
Sursa
| Loc | Gimnastă                 | Dificultate | Execuție | Penalizare | Total  |
| --- | ------------------------ | ----------- | -------- | ---------- | ------ |
| 1   | Jade Carey (USA)         | 6,3         | 8,066    |            | 14,366 |
| 2   | Vanessa Ferrari (ITA)    | 5,9         | 8,300    |            | 14,200 |
| 3   | Mai Murakami (JPN)       | 5,9         | 8,266    |            | 14.166 |
| 3   | Angelina Melnikova (COR) | 5,9         | 8,266    |            | 14,166 |
| 5   | Rebeca Andrade (BRA)     | 5,9         | 8,233    | 0,100      | 14,033 |
| 6   | Jessica Gadirova (GBR)   | 5,6         | 8,400    |            | 14,000 |
| 7   | Jennifer Gadirova (GBR)  | 5,1         | 8,133    |            | 13,233 |
| 8   | Viktoria Listunova (COR) | 5,2         | 7,300    | 0,100      | 12,400 |

Medaliatele cu bronz Mai Murakami și Angelina Melnikova au avut scoruri identice la evoluție (8,266), precum și la dificultate (5,9) astfel că nu au putut fi departajare conform regulilor Federației Internaționale de Gimnastică.